# По родным просторам
«По родным просторам» — популярная книжная серия, выпускавшаяся издательством «Физкультура и спорт» (ФиС) в Москве в течение тридцати лет (с 1959 до 1989 года). Книги серии носили исключительно практическую направленность, содержали описания туристических маршрутов различной степени сложности, как водных, так и пеших, по самым разным регионам СССР. Книги писались опытными туристами с многолетним стажем, мастерами спорта, содержали много практических рекомендаций. Серия пользовалась большой популярностью у читателей, и, несмотря на большие тиражи, каждое новое издание быстро становилось библиографической редкостью.
В этой серии вышло более 70 книг (с переизданиями около 80). Общий тираж заметно превысил два миллиона экземпляров.

## Книги серии (по годам издания)

### Первоначальное оформление (обычный формат)
1959
- Гуков В. И. В краю нетронутых сокровищ. — М.: Физкультура и спорт, 1959. — 88 с. — (По родным просторам). — … экз. (Алтайский край)
- Елаховский С. Б., Седов А. В. Глухой неведомой тайгою / Рисунки И. Борисова; Обл. худ. Б. Жутовского. — М.: Физкультура и спорт, 1959. — 112 с. — (По родным просторам). — … экз. (Читинская область)
- Зеленко Г. А. Где искать жемчужину Алтая. — М.: Физкультура и спорт, 1959. — 88 с. — (По родным просторам). — … экз. (Алтайский край)
- Кириллов И. А. Тайны Красных пещер / Оформл. худ. Ю. Щенкова. — М.: Физкультура и спорт, 1959. — 96 с. — (По родным просторам). — … экз. (Крымская область)
- Предыбайло А. Т. По знойной Средней Азии / Обл. худ. Б. Жутовского. — М.: Физкультура и спорт, 1959. — 88 с. — (По родным просторам). — … экз.
- Притвиц Н. А. Саянский дневник. — М.: Физкультура и спорт, 1959. — 104 с. — (По родным просторам). — 15 000 экз. (Красноярский край)[1]
- Промптов Ю. Г. По небесным горам. — М.: Физкультура и спорт, 1959. — 80 с. — (По родным просторам). — … экз. (Тянь-Шань)
- Трифонов Д. Н. В стране чудес / Оформл. худ. Б. Жутовского. — М.: Физкультура и спорт, 1959. — 100 с. — (По родным просторам). — 25 000 экз. (Рассказ о путешествиях по Архангельской области)
- Яцковский А. И. По горам и долинам Камчатки. — М.: Физкультура и спорт, 1959. — 96 с. — (По родным просторам). — 10 000 экз. (Об альпиниаде 1955 года по маршруту Жупаново — Кроноцкое озеро — Кроноцкий вулкан — Долина гейзеров)

1960
- Мадянов С. В. По низовью реки Урала. — М.: Физкультура и спорт, 1960. — 72 с. — (По родным просторам). — … экз.
- Панчишный С. С. Повесть о походе / Обл. Г. Храпака. — М.: Физкультура и спорт, 1960. — 72 с. — (По родным просторам). — … экз. (Туризм пионеров и школьников)
- Предыбайло А. Т. Край озёр, лесов и рек. — М.: Физкультура и спорт, 1960. — 56 с. — (По родным просторам). — 18 000 экз. (Карелия и Кольский полуостров)
- Трифонов Д. Н. Светлая. — М.: Физкультура и спорт, 1960. — 96 с. — (По родным просторам). — … экз. (Бурятская АССР)
- Филипенко А. А. Нам на Восток, Иринка. — М.: Физкультура и спорт, 1960. — 88 с. — (По родным просторам). — … экз. (Приморский край)

1961
- Горбунова Н. Н., Пташникова И. В. Рождение мечты. — М.: Физкультура и спорт, 1961. — 104 с. — (По родным просторам). — … экз. (Поездка в 1955 году в пустыню Кара-Кум; встреча с известным учёным-археологом Сергеем Павловичем Толстовым, руководителем Хорезмской экспедиции, и др.)[2]

1962
- Беркова Н. М. Куда ведут следы легенд: (Увлекательное путешествие по Армении) / Художник В. Т. Давыдова. — М.: Физкультура и спорт, 1962. — 96 с. — (По родным просторам). — 30 000 экз. (О памятниках Армении: Гарни, Гегарде и др.)

### Первый вариант оформления (уменьшенный формат)
1965
- Рогальский В. И. Туристские маршруты в Саянах. — (Изд. 1-е). — М.: Физкультура и спорт, 1965. — 112 с. — (По родным просторам). — 7000 экз.
- Руф Л. В. Путешествие по стране озёр: Карелия. — (Изд. 1-е). — М.: Физкультура и спорт, 1965. — 96 с. — (По родным просторам). — 22 000 экз. (Карельская АССР)
- Славинский О. К., Царенков В. С. Туристские путешествия по Кольскому полуострову. — (Изд. 1-е). — М.: Физкультура и спорт, 1965. — 104 с. — (По родным просторам). — … экз. (Кольский полуостров)

1966
- Гусев О. К., Устинов С. К. По Северному Байкалу и Прибайкалью / Фотоиллюстрации О. Гусева, В. Ломакина, М. Минеева, Л. Тюлиной. — М.: Физкультура и спорт, 1966. — 104 с. — (По родным просторам). — 17 000 экз. (Байкал, озеро; Прибайкалье)
- Кеммерих А. О. Полярный Урал. — М.: Физкультура и спорт, 1966. — 112 с. — (По родным просторам). — 15 000 экз. (Полярный Урал)
- Кокорев Ю. М. По рекам и озёрам Белоруссии. — (Изд. 1-е). — М.: Физкультура и спорт, 1966. — 96 с. — (По родным просторам). — 26 000 экз. (Внутренние водные пути БССР)
- Попадейкин В. И., Струков В. В. По Валдаю. — М.: Физкультура и спорт, 1966. — 96 с. — (По родным просторам). — 15 000 экз. (Валдайская возвышенность: озёра Валдай, Селигер, Шлино, Вселуг и многие другие)
- Семёнов Б. А. Дельта Волги / Художник И. И. Шапенков. — М.: Физкультура и спорт, 1966. — 72 с. — (По родным просторам). — 25 000 экз. (Особенности туристского путешествия в дельте Волги)

1967
- Дёмин Э. Н. и др. На байдарках по Подмосковью / Авт. колл.: Э. Н. Дёмин, Л. М. Дубровский, А. И. Коробков, А. Л. Николайчук, А. М. Холмогоров (†), В. С. Царенков.. — М.: Физкультура и спорт, 1967. — 112 с. — (По родным просторам). — 31 000 экз. (Московская область)
- Степанов А. М. Туристские маршруты Тувы. — М.: Физкультура и спорт, 1967. — 104 с. — (По родным просторам). — 11 000 экз. (Тувинская АССР)
- Штюрмер Ю. А. По Архангельской области. — М.: Физкультура и спорт, 1967. — 104 с. — (По родным просторам). — 25 000 экз. (Архангельская область)
- Янушкис В. А. Голубые дороги Литвы / Обл. худож. А. П. Сафонова. — М.: Физкультура и спорт, 1967. — 80 с. — (По родным просторам). — 15 000 экз. (Литовская ССР)

### Второй вариант оформления
1968
- Арсенин В. В., Бондарев Н. Д., Сергиевский Э. Д. Горные путешествия по Западному Кавказу. — (Изд. 1-е). — М.: Физкультура и спорт, 1968. — 152 с. — (По родным просторам). — 25 000 экз. (Западный Кавказ)
- Ветра К. Я., Эглите П. А. Путешествие по Латвийской ССР. — М.: Физкультура и спорт, 1968. — 104 с. — (По родным просторам). — 45 000 экз. (Латвийская ССР)
- Лопатин В. В. Туристские дороги Северо-Запада СССР. — М.: Физкультура и спорт, 1968. — 96 с. — (По родным просторам). — 25 000 экз. …
- Пагануцци Н. В. Фанские горы и Ягноб. — М.: Физкультура и спорт, 1968. — 136 с. — (По родным просторам). — 12 000 экз.
- Рогальский В. И. Туристские маршруты в Саянах. — 2-е изд., перераб. — М.: Физкультура и спорт, 1968. — 120 с. — (По родным просторам). — 12 000 экз. (1-е издание — 1965)

1969
- Водные маршруты Украины / Сост. Н. Н. Горбунова; Худож. А. Калиткин. — М.: Физкультура и спорт, 1969. — 168 с. — (По родным просторам). — 22 000 экз. (Украинская ССР)
- Кеммерих А. О. Северный Урал. — М.: Физкультура и спорт, 1969. — 112 с. — (По родным просторам). — 20 000 экз. (Северный Урал: водно-пешеходные и лыжные маршруты)
- Славинский О. К., Царенков В. С. Туристские путешествия по Кольскому полуострову. — Изд. 2-е, перераб. — М.: Физкультура и спорт, 1969. — 144 с. — (По родным просторам). — 15 000 экз. (1-е издание — 1965) (Кольский полуостров)
- Штюрмер Ю. А. Кодар, Чара, Удокан: Северное Забайкалье / Художник Л. Н. Калиткин. — М.: Физкультура и спорт, 1969. — 112 с. — (По родным просторам). — 15 000 экз. (Северное Забайкалье: хребты Кодар, Удокан и Чарская котловина)

### Третий вариант оформления
1970
- Кеммерих А. О. Приполярный Урал: Путеводитель / Художник М. О. Бишофс. — М.: Физкультура и спорт, 1970. — 160 с. — (По родным просторам). — 20 000 экз. (Приполярный Урал: водные, лыжные и водно-пешеходные маршруты)
- Попов А. С. Мещёрский край. — М.: Физкультура и спорт, 1970. — 112 с. — (По родным просторам). — 40 000 экз. (Мещёрская низменность)
- Рукавишников Б. И. Озеро Иссык-Куль и хребет Терскей-Алатау. — М.: Физкультура и спорт, 1970. — 120 с. — (По родным просторам). — 25 000 экз.
- Руф Л. В. Путешествие по стране озёр: (Карелия). — Изд. 2-е, перераб. и доп. — М.: Физкультура и спорт, 1970. — 112 с. — (По родным просторам). — 20 000 экз. (1-е издание — 1965) (Карельская АССР)
- Чупров И. М., Кулагин А. С. По Селигеру и Валдайским озёрам / Художник В. Елизаветский. — М.: Физкультура и спорт, 1970. — 128 с. — (По родным просторам). — 25 000 экз. (Район озёр Селигера и Валдая)

1971
- Дулькейт Т. Г. По Восточному Алтаю. — М.: Физкультура и спорт, 1971. — 80 с. — (По родным просторам). — 30 000 экз.

### Четвёртый вариант оформления
1971
- Бероев Б. М. По Северной Осетии. — (Изд. 1-е). — М.: Физкультура и спорт, 1971. — 120 с. — (По родным просторам). — 30 000 экз. (Северная Осетия)
- Владимиров В. Б. Туристские маршруты в бассейне реки Витим. — М.: Физкультура и спорт, 1971. — 136 с. — (По родным просторам). — 18 000 экз. (Витим (река))
- Масленников Е. П., Истомин П. И. Маршруты Среднего Урала : путеводитель / Художник И. М. Пучков. — М.: Физкультура и спорт, 1971. — 104 с. — (По родным просторам). — 25 000 экз. (Средний Урал)
- Пещеры Урала / Авторы: Ю. Е. Лобанов, В. О. Шепетов, В. В. Илюхин, Г. А. Максимович, В. П. Костарев; Составитель: Ю. Е. Лобанов. — М.: Физкультура и спорт, 1971. — 144 с. — (По родным просторам). — 20 000 экз.

1972
- Бернадский Г. М. Маршруты Ферганской долины. — М.: Физкультура и спорт, 1972. — 120 с. — (По родным просторам). — 19 000 экз. (Ферганская долина)
- Величко М. Ф. По Западному Саяну. — М.: Физкультура и спорт, 1972. — 128 с. — (По родным просторам). — 19 000 экз.
- Заплатин М. А. В краю таёжных рек. (По мансийскому Северному Зауралью). — М.: Физкультура и спорт, 1972. — 120 с. — (По родным просторам). — … экз.
- Лопатин В. В., Мурзагулов А. А. Туристские маршруты Башкирии. — М.: Физкультура и спорт, 1972(1971). — 104 с. — (По родным просторам). — 16 000 экз. (Башкирская АССР)
- Мясоедов Б. А., Пахомова Т. В. Туристское Подмосковье. — М.: Физкультура и спорт, 1972. — 144 с. — (По родным просторам). — 50 000 экз. (Московская область)

1973
- Максимов Л. А. Матчинский горный узел / Художник И. М. Пучков. — (Изд. 1-е). — М.: Физкультура и спорт, 1973. — 136 с. — (По родным просторам). — 17 000 экз. (Горы Памиро-Алай, Матча)
- Семёнов В. И. В краю вулканов и гейзеров. — М.: Физкультура и спорт, 1973. — 144, [16] с. — (По родным просторам). — 50 000 экз. (Камчатка)

1974
- Чупров И. М. По Вологодской области. — М.: Физкультура и спорт, 1974. — 176 с. — (По родным просторам). — 32 000 экз. (Вологодская область)

1975
- Кокорев Ю. М. По рекам и озёрам Белоруссии. — Изд. 2-е, доп. — М.: Физкультура и спорт, 1975. — 136 с. — (По родным просторам). — 40 000 экз. (1-е издание — 1966)

1976
- Арсенин В. В., Бондарев Н. Д., Сергиевский Э. Д. Горные путешествия по Западному Кавказу / Фото авторов, а также Л. В. Вегенера, С. Л. Лавриновича и А. Г. Пономарёва. — Изд. 2-е, доп. — М.: Физкультура и спорт, 1976. — 248 с. — (По родным просторам). — 50 000 экз. (1-е издание — 1968) (Западный Кавказ)
- Дублицкий Н. Н., Степанова В. И. Путешествия по Казахстану / Фото С. Балабаева, М. Ларионова, С. Матвеева, В. Сидельникова, Л. Стесина, П. Шевцова. — М.: Физкультура и спорт, 1976. — 144 с. — (По родным просторам). — 50 000 экз.

1977
- Коробков А. И., Михеев Ю. З. По рекам южной и юго-восточной России / Художник В. М. Сафаров. — М.: Физкультура и спорт, 1977. — 112 с. — (По родным просторам). — 50 000 экз. (Водные маршруты в междуречье бассейнов Днепра, Волги, Дона и Оки)

1978
- Анохин Г. И. Восточный Кавказ / Фото автора, К. Ахмедханова и А. Вознюка. — М.: Физкультура и спорт, 1978. — 184 с. — (По родным просторам). — 50 000 экз. (Большой Кавказ)
- Иванов В. Д., Жданов Г. В. Туристские маршруты в Суганских Альпах. — М.: Физкультура и спорт, 1978. — 136 с. — (По родным просторам). — 50 000 экз. (Центральный Кавказ)
- Попов В. Н. Западный Тянь-Шань. — М.: Физкультура и спорт, 1978. — 137 с. — (По родным просторам). — 40 000 экз.

1979
- Рыжавский Г. Я. Тренировочные спортивные маршруты. — М.: Физкультура и спорт, 1979. — 168 с. — (По родным просторам). — 50 000 экз.

1980
- Коробков А. И., Михеев Ю. З., Суслов В. Е. По рекам Заволжья / Худож. В. Ю. Лукин. — М.: Физкультура и спорт, 1980. — 152 с. — (По родным просторам). — 40 000 экз. (Заволжье (территория))
- Максимов Л. А., Фоменко Д. Е., Сипачёв Г. Ф. Горные путешествия по Высокому Алаю. — М.: Физкультура и спорт, 1980. — 144 с. — (По родным просторам). — 40 000 экз. (Алайский хребет)

1981
- Анохин Г. И. Малый Кавказ. — М.: Физкультура и спорт, 1981. — 192 с. — (По родным просторам). — 50 000 экз. (Малый Кавказ)  Архивная копия от 26 января 2012 на Wayback Machine
- Бондарев Н. Д. В горах Абхазии. — М.: Физкультура и спорт, 1981. — 177 с. — (По родным просторам). — 50 000 экз. (Абхазская АССР)
- Рыжавский Г. Я. Бассейн Верхней Волги. — М.: Физкультура и спорт, 1981. — 192 с. — (По родным просторам). — 50 000 экз.

1982
- Приэльбрусье, Лекзыр, Адырсу / Авторы: А. А. Алексеев, Ю. В. Гранильщиков, В. Ю. Ифраимов, В. А. Кутьков; Сост. Ю. В. Гранильщиков; Художник М. П. Линде. — М.: Физкультура и спорт, 1982. — 192 с. — (По родным просторам). — 50 000 экз. (Большой Кавказ)
- Коробков А. И., Михеев Ю. З., Рыжавский Г. Я. На байдарке по Подмосковью. — Изд. 2-е, перераб. и доп. — М.: Физкультура и спорт, 1982. — 168 с. — (По родным просторам). — 50 000 экз. (1-е издание — 1967)
- Рыжавский Г. Я. По Оке и её притокам. — М.: Физкультура и спорт, 1982. — 224 с. — (По родным просторам). — 50 000 экз.

1983
- Горшенёв К. А. Путешествия по Краснодарскому краю. — М.: Физкультура и спорт, 1983. — 177 с. — (По родным просторам). — 50 000 экз. (Краснодарский край)

1984
- Бероев Б. М. По Северной Осетии. — Изд. 2-е, испр. и доп. — М.: Физкультура и спорт, 1984. — 144 с. — (По родным просторам). — 50 000 экз. (1-е издание — 1971)
- Васильев М. Ю., Громов В. В. Туристские маршруты Западного БАМа. — М.: Физкультура и спорт, 1984. — 208 с. — (По родным просторам). — 26 000 экз.

1985
- Пономарёв С. В., Беднов Б. В. Тепли, Джимарай, Казбек. — М.: Физкультура и спорт, 1985. — 144 с. — (По родным просторам). — 40 000 экз.

1986
- Гранильщиков Ю. В. Чегем, Твибер, Безенги. — М.: Физкультура и спорт, 1986. — 161 с. — (По родным просторам). — 50 000 экз. (Центральный Кавказ: перевалы и долины рек Чегем, Твибер, Цаннер)
- Рыжавский Г. Я. По Каме и её притокам. — М.: Физкультура и спорт, 1986. — 241 с. — (По родным просторам). — 45 000 экз.

1987
- Криволуцкая Л. И. По Куйбышевской области. — М.: Физкультура и спорт, 1987. — 176 с. — (По родным просторам). — 49 000 экз. (Куйбышевская область)

1988
- Ахмедханов К. Э. Путешествие по Дагестану: (Практическое руководство) / Рец. В. Д. Иванов; Художник Л. Д. Виноградова. — М.: Физкультура и спорт, 1988. — 272 с. — (По родным просторам). — 50 000 экз. — ISBN 5-278-00054-6. (32 маршрута по Дагестану: горных, пешеходных, водных, велосипедных и горнолыжных)
- Игошин В. И., Углов А. И., Поросятников Е. К. Хребет Черского: массив Буордах / Рец.: И. Е. Востоков, О. О. Миронов. — М.: Физкультура и спорт, 1988. — 208 с. — (По родным просторам). — 36 000 экз. (Якутская АССР; Черского хребет, горн. система)  Архивная копия от 9 апреля 2016 на Wayback Machine

1989
- Максимов Л. А. Матчинский горный узел / Рец. А. Л. Гарцевич; Художник Л. Д. Виноградова. — Изд. 2-е, доп. — М.: Физкультура и спорт, 1989. — 224, [1] с. — (По родным просторам). — 50 000 экз. — ISBN 5-278-00172-0. (1-е издание — 1973) (Горы Памиро-Алай, Матча)

## Книги серии (список)
1. Бассейн Верхней Волги / Г. Я. Рыжавский. — 1981.
2. В горах Абхазии / Н. Д. Бондарев. — 1981.
3. В краю вулканов и гейзеров (Камчатка) / В. И. Семёнов. — 1973.
4. В краю нетронутых сокровищ / В. И. Гуков. — 1959.
5. В краю таёжных рек: (По мансийскому Северному Зауралью) / М. А. Заплатин. — 1972.
6. Водные маршруты Украины / Н. Н. Горбунова. — 1969.
7. Восточный Кавказ / Г. И. Анохин. — 1978.
8. Где искать жемчужину Алтая / Г. А. Зеленко. — 1959.
9. Глухой неведомой тайгою / С. Б. Елаховский, А. В. Седов. — 1959.
10. Голубые дороги Литвы / В. А. Янушкис. — 1967.
11. Горные путешествия по Высокому Алаю / Л. А. Максимов и др. — 1980.
12. Горные путешествия по Западному Кавказу / В. Арсенин, Н. Бондарев, Э. Сергиевский. — 1968; 1976/2.
13. Дельта Волги / Б. А. Семёнов. — 1966.
14. Западный Тянь-Шань / В. Н. Попов. — 1978.
15. Кодар, Чара, Удокан: Северное Забайкалье / Ю. А. Штюрмер. — 1969.
16. Край озёр, лесов и рек / А. Т. Предыбайло. — 1960.
17. Куда ведут следы легенд / Н. М. Беркова. — 1962.
18. Малый Кавказ / Г. И. Анохин. — 1981.
19. Маршруты Среднего Урала / Е. Масленников, П. Истомин. — 1971.
20. Маршруты Ферганской долины / Г. М. Бернадский. — 1972.
21. Матчинский горный узел / Л. А. Максимов. — 1973; 1989/2.
22. Мещёрский край / А. С. Попов. — 1970.
23. На байдарках по Подмосковью / Э. Н. Дёмин, А. И. Коробков и др. — 1967; 1982/2.
24. Нам на Восток, Иринка / А. Филипенко. — 1960.
25. Озеро Иссык-Куль и хребет Терскей-Алатау / Б. И. Рукавишников. — 1970.
26. Пещеры Урала / Ю. Е. Лобанов, В. О. Щепетов и др. — 1971.
27. По Архангельской области / Ю. Штюрмер. — 1967.
28. По Валдаю / В. И. Попадейкин, В. В. Струков. — 1966.
29. По Вологодской области / И. М. Чупров. — 1974.
30. По Восточному Алтаю / Т. Г. Дулькейт. — 1971.
31. По горам и долинам Камчатки / А. И. Яцковский. — 1959.
32. По Западному Саяну / М. Ф. Величко. — 1972.
33. По знойной Средней Азии / А. Т. Предыбайло. — 1959.
34. По Каме и её притокам / Г. Я. Рыжавский. — 1986.
35. По Куйбышевской области / Л. Криволуцкая. — 1987.
36. По небесным горам / Ю. Г. Промптов. — 1959.
37. По низовью реки Урала / С. В. Мадянов. — 1960.
38. По Оке и её притокам / Г. Я. Рыжавский. — 1982.
39. По рекам и озёрам Белоруссии / Ю. М. Кокорев. — 1966; 1975/2.
40. По рекам Заволжья / А. И. Коробков и др. — 1980.
41. По рекам Южной и Юго-Восточной России /А. И. Коробков, Ю. З. Михеев. — 1977.
42. По Северной Осетии / Б. М. Бероев. — 1971; 1984/2.
43. По Северному Байкалу и Прибайкалью / О. К. Гусев, С. К. Устинов. — 1966.
44. По Селигеру и Валдайским озёрам / И. М. Чупров, А. С. Кулагин. — 1970.
45. Повесть о походе / С. Панчишный. — 1960.
46. Полярный Урал / А. О. Кеммерих. — 1966.
47. Приполярный Урал / А. О. Кеммерих. — 1970.
48. Приэльбрусье, Лекзыр, Адырсу / А. А. Алексеев и др. — 1982.
49. Путешествие по Дагестану / К. Э. Ахмедханов. — 1988.
50. Путешествие по Латвийской ССР / К. Ветра, П. Эглите. — 1968.
51. Путешествие по стране озёр (Карелия) / Л. В. Руф. — 1965; 1970/2.
52. Путешествия по Казахстану / Н. Дублицкий, В. Степанова. — 1976.
53. Путешествия по Краснодарскому краю / К. А. Горшенёв. — 1983.
54. Рождение мечты / Н. Горбунова, И. Пташникова. — 1961.
55. Саянский дневник / Н. А. Притвиц. — 1959.
56. Светлая / Д. Н. Трифонов. — 1960.
57. Северный Урал / А. О. Кеммерих. — 1969.
58. Тайны Красных пещер / И. А. Кириллов. — 1959.
59. Тепли, Джимарай, Казбек / С. В. Пономарёв, Б. В. Беднов. — 1985.
60. Тренировочные спортивные маршруты / Г. Я. Рыжавский. — 1979.
61. Туристские дороги Северо-Запада СССР / В. В. Лопатин. — 1968.
62. Туристские маршруты Башкирии / В. В. Лопатин, А. А. Мурзагулов. — 1972.
63. Туристские маршруты в бассейне реки Витим / В. Б. Владимиров. — 1971.
64. Туристские маршруты в Саянах / В. И. Рогальский. — 1965; 1968/2.
65. Туристские маршруты в Суганских Альпах / В. Д. Иванов, Г. В. Жданов. — 1978.
66. Туристские маршруты Западного БАМа / М. Ю. Васильев, В. В. Громов. — 1984.
67. Туристские маршруты Тувы / А. М. Степанов. — 1967.
68. Туристские путешествия по Кольскому полуострову / О. К. Славинский, В. С. Царенков. — 1965; 1969/2.
69. Туристское Подмосковье / Б. А. Мясоедов, Т. В. Пахомова. — 1972.
70. Фанские горы и Ягноб / Н. В. Пагануцци. — 1968.
71. Хребет Черского: массив Буордах / В. И. Игошин, Е. К. Поросятников, А. И. Углов. — 1988.
72. Чегем, Твибер, Безенги / Ю. В. Гранильщиков. — 1986.

## Авторы книжной серии
- Алексеев, Алексей Александрович (р. 1950), по образованию горный инженер, участник ликвидации Чернобыльской аварии.
- Анохин, Генрих Иосифович (1925—2006)
- Арсенин, Владимир Васильевич (р. 1938)
- Ахмедханов, Камиль Энверович (1936—2005).
- Беднов, Борис Васильевич, МС по горному туризму, член МКК Московского городского центрального туристского клуба (МГЦТК).[3]
- Беркова, Нина Матвеевна (1925—2003)
- Бернадский, Георгий Михайлович
- Бероев, Борис Мацкоевич (р. 1936)
- Бондарев, Николай Денисович (1936—2009)[4]
- Величко, Михаил Фёдорович (1925—2007)
- Владимиров, Владимир Борисович
- Горшенёв, Константин Алексеевич
- Гранильщиков, Юрий Владимирович (1929—1998)
- Гусев, Олег Кириллович
- Дублицкий, Николай Николаевич
- Дулькейт, Тигрий Георгиевич (1929—2006)
- Елаховский, Станислав Борисович (1928—1999)
- Жданов, Георгий Владимирович
- Заплатин, Михаил Александрович (1920—1997)
- Зеленко, Григорий Андреевич
- Иванов, Виктор Дмитриевич
- Игошин, Владимир Иванович
- Илюхин В. В.
- Истомин, Павел Игнатьевич
- Ифраимов, Вячеслав Юэсильевич
- Кеммерих, Александр Оскарович (1912—2010)
- Кокорев, Юрий Михайлович
- Коробков, Анатолий Иванович
- Костарев В. П.
- Криволуцкая, Людмила Ивановна
- Кулагин, Артемий Семёнович
- Кутьков, Владимир Анатольевич
- Лобанов Ю. Е.
- Лопатин, Всеволод Владимирович
- Мадянов, Сергей Вениаминович
- Максимов, Лев Александрович
- Максимович, Георгий Алексеевич (1904—1979)
- Масленников, Евгений Поликарпович
- Михеев, Юрий Зиновьевич
- Мурзагулов, Альберт Асхатович[5]
- Мясоедов, Борис Алексеевич
- Пагануцци, Николай Валентинович
- Панчишный, Степан Степанович
- Пахомова Т. В.
- Попадейкин, Виталий Иванович
- Попов, Алексей Сергеевич[6]
- Попов, Владимир Николаевич
- Поросятников, Евгений Константинович
- Предыбайло, Андрей Тимофеевич
- Промптов, Юрий Геннадиевич (1908—1961)
- Рогальский, Владислав Иванович
- Рукавишников, Борис Иванович (?—1989), биолог, энтомолог, увлекался альпинизмом.[7]
- Руф, Леопольд Васильевич (1929—1998)
- Рыжавский, Генрих Яковлевич (р. 1927)
- Седов, Аркадий Владимирович, главный редактор журнала «Теория и практика физической культуры» в 1966—1988.[8]
- Семёнов, Владимир Иванович (1905—1996)
- Сергиевский, Эдуард Дмитриевич
- Сипачёв, Генрих Филиппович (р. 1935)[9]
- Славинский, Олег Константинович
- Степанов, Александр Михайлович
- Степанова, Вера Ивановна
- Струков, Владимир Владимирович
- Суслов, Владимир Евгеньевич
- Углов, Алексей Игоревич
- Устинов, Семён Климович
- Филипенко, Алоиз Алоизович
- Фоменко, Дмитрий Евсеевич
- Царенков, Вячеслав Сергеевич
- Чупров, Илья Михайлович
- Штюрмер, Юрий Александрович (1930—2003)
- Щепетов В. О.
- Янушкис, Вайдотас Альберто